# Leviatã (2014)
Leviafan (Левиафан) é um filme de drama russo de 2014 dirigido e escrito por Andrey Zvyagintsev. Foi indicado ao Oscar de melhor filme estrangeiro na edição de 2015, representando a Rússia. Segundo Zvyagintsev, a história de Marvin Heemeyer nos Estados Unidos o inspirou e foi adaptada para um cenário russo. O desenvolvimento do personagem do protagonista é paralelo à figura bíblica de Jó e à história de Naboth's Vineyard.  O produtor Alexander Rodnyansky disse: "Ele lida com algumas das questões sociais mais importantes da Rússia contemporânea e nunca se torna um sermão de um artista ou uma declaração pública; é uma história de amor e tragédia vivida por pessoas comuns". Os críticos observaram o filme como formidável, lidando com peculiaridades do destino, poder e dinheiro. 
O filme foi selecionado para competir pela Palma de Ouro na seção principal da competição no Festival de Cannes de 2014.  Zvyagintsev e Negin ganharam o prêmio de Melhor Roteiro.  O filme foi considerado o melhor filme do ano no BFI London Film Festival de 2014 e no 45º Festival Internacional de Cinema da Índia. Ganhou o prêmio de Melhor Filme Estrangeiro no Globo de Ouro de 2015  e o Asia Pacific Screen Award de melhor longa-metragem em 2014. Também foi indicado ao Oscar de Melhor Filme em Língua Estrangeira no Oscar 2015. Foi escolhido como o 47º maior filme desde 2000 em uma pesquisa de críticos de 2016 da BBC.

## Elenco
- Aleksei Serebryakov - Kolya
- Roman Madyanov - Vadim, o prefeito
- Vladimir Vdovichenkov - Dima, amigo do advogado
- Elena Lyadova - Lilya
- Sergey Pokhodaev - Roma

## Enredo
Situado na cidade fictícia de Pribrezhny (filmado na cidade costeira de Teriberka, Murmansk Oblast), na Rússia, o enredo segue a trágica série de eventos que afetam Kolya (Aleksei Serebryakov), um mecânico de automóveis de cabeça quente, sua segunda esposa Lilya. (Elena Lyadova) e seu filho adolescente, Roma (Sergey Pokhodyaev). O prefeito corrupto da cidade, Vadim (Roman Madyanov), empreendeu um plano legal para desapropriar a terra em que a casa de Kolya é construída.
O plano do prefeito supostamente é construir um mastro de telecomunicações na propriedade de Kolya, oferecendo uma quantia grosseiramente subvalorizada para compensação, embora Kolya acredite que seu plano real seja construir uma casa para si. O amigo de longa data de Kolya, Dima (Vladimir Vdovichenkov), um advogado afiado e bem-sucedido de Moscou, tenta combater a expropriação por meio do sistema judicial local.
Durante o julgamento, Kolya é preso por gritar com policiais corruptos em uma delegacia. Quando o julgamento decide a favor do prefeito, Dima consegue fazê-lo recuar e garantir a libertação de Kolya da prisão, ameaçando-o com documentos comprometedores. No entanto, durante a ausência de Kolya, Lilya se envolve em um encontro sexual improvisado com Dima.
Durante um passeio com o amigo de Kolya, Ivan Stepanich (Sergei Bachursky), o amigo de Roma testemunha Lilya e Dima fazendo sexo e Kolya, sabendo do caso, agride o casal. Enquanto isso, o prefeito Vadim visita seu amigo, um bispo local da Igreja Ortodoxa Russa (Valeriy Grishko), para conforto espiritual, que lhe diz que todo o poder vem de Deus e o encoraja a resolver seus problemas com força. Posteriormente, Vadim e seus bandidos sequestram Dima e executam uma simulação de execução, aconselhando-o a voltar a Moscou. Depois, Vadim continua sua busca pela desapropriação da casa de Kolya. A última aparição de Dima mostra-o olhando pela janela de um trem, ostensivamente no caminho de volta para Moscou.
Lilya volta para casa em Kolya, mas está deprimida com a revelação pública de seu caso. Enquanto a família está fazendo as malas para sair, Kolya e Lilya têm relações íntimas no porão. Roma testemunha o evento e foge de casa, caindo em prantos por um esqueleto de baleia na praia. Ele volta para casa tarde da noite e culpa explicitamente Lilya por tudo o que está dando errado em suas vidas.
Naquela noite, Lilya não consegue dormir e sai de casa de manhã cedo. Ela é mostrada andando perto de falésias sozinha. Na manhã seguinte, ela não aparece no trabalho e o telefone está desligado. Seu corpo é descoberto alguns dias depois. Kolya triste começa a beber ainda mais e, ao encontrar um padre, pergunta por que Deus está fazendo isso com ele. O padre, que é um homem piedoso, cita o livro bíblico de Jó e aconselha Kolya que, quando Jó aceitou seu destino, ele foi recompensado por Deus com uma vida longa e feliz.
No dia seguinte, Kolya é preso. A polícia afirma ter provas de que ele forçou Lilya a ter relações com ele e a assassinou com um golpe na cabeça, usando um objeto contundente. As evidências contra ele incluem os depoimentos dele e dos amigos de Lilya sobre ameaças que ele fez a Lilya e Dima quando ele descobriu o caso, e um de seus martelos de loja sendo modelado "de maneira semelhante" ao ferimento em sua cabeça. Kolya é condenado por assassinato e sentenciado a quinze anos em uma prisão de segurança máxima. Sem família, Roma relutantemente concorda em ser acolhido pelos ex-amigos de Kolya, para evitar ser enviado para um orfanato. O prefeito Vadim recebe uma ligação informando a sentença de Kolya, e ele se regozija e diz que Kolya conseguiu o que merecia por ter se levantado contra ele.
No final, a casa de Kolya é demolida e o projeto do prefeito Vadim é revelado: uma igreja luxuosa para seu amigo bispo. O filme termina com um sermão do bispo, com a presença do prefeito. O bispo exalta as virtudes da verdade de Deus versus a verdade do mundo e diz que boas intenções não desculpam atos perversos. Ele diz para a congregação a não agir com força ou astúcia, mas a confiar em Cristo.

## Produção
Quando Andrey Zvyagintsev produziu um curta nos Estados Unidos, ele contou a história de Marvin Heemeyer.  Ele ficou impressionado com essa história e queria inicialmente fazer seu filme nos EUA, mas depois mudou de ideia. O roteiro foi escrito por Zvyagintsev e Oleg Negin e é vagamente adaptado das histórias bíblicas de Jó de Uz e do rei Ahab de Samaria e da novela Michael Kohlhaas, de Heinrich von Kleist. O roteiro apresenta mais de quinze personagens, o que é incomum para muitos de um filme de Zvyagintsev.
A fotografia principal ocorreu nas cidades de Kirovsk, Monchegorsk, Olenegorsk, perto de Murmansk, na Península de Kola. Os preparativos para o set começaram em maio de 2013. A fotografia principal ocorreu durante três meses, de agosto a outubro do mesmo ano. As filmagens de cenas externas de Leviathan ocorreram na cidade de Teriberka, na costa do Mar de Barents. 